# ليونارد جيمي سافاج
ليونارد جيمي سافاج (بالإنجليزية: Leonard Jimmie Savage)‏ هو اقتصادي وأستاذ جامعي ورياضياتي أمريكي، ولد في 20 نوفمبر 1917 في ديترويت في الولايات المتحدة، وتوفي في 1 نوفمبر 1971 في نيو هيفن في الولايات المتحدة.

## وصلات خارجية
- ليونارد جيمي سافاج على موقع الموسوعة البريطانية (الإنجليزية)